# Manuel Salazar y Baquíjano
Manuel Salazar y Baquíjano, homme d'État né le 24 juillet 1777 à Lima (Pérou), mort le 7 novembre 1850 à Lima est brièvement président de la République du Pérou, du 9 juin au 22 août 1827.